# Liste der denkmalgeschützten Objekte in Bystrzyca Kłodzka
Grundlage dieser Liste der denkmalgeschützten Objekte in Bystrzyca Kłodzka (Powiat Kłodzki) in der Woiwodschaft Niederschlesien sind die Listen des Narodowy Instytut Dziedzictwa (NID, deutsch Nationales Institut für Kulturerbe), siehe unter NID-Listen der Woiwodschaften unter "Wykaz zabytków nieruchomych wpisanych do rejestru zabytków" - Liste der unbeweglichen Denkmäler, eingetragen im Register der Denkmäler. 
Die folgenden Angaben ersetzen nicht die rechtsverbindliche Auskunft der Denkmalbehörde.

## Legende
- Lage: Angabe von Ort, Straßenname und Hausnummer des Kulturdenkmals. Der Link Standort führt zu verschiedenen Kartendarstellungen und nennt die Koordinaten des Kulturdenkmals.
- Objekt: Name, Bezeichnung oder die Art des Kulturdenkmals.
- Beschreibung: gibt die baulichen und geschichtlichen Einzelheiten des Kulturdenkmals an, vorzugsweise die Denkmaleigenschaften.
- NID-Nr.: Registriernummer des Kulturdenkmals entsprechend den Listen des Narodowy Instytut Dziedzictwa (NID, deutsch Nationalinstitut für Kulturerbe). Sie identifiziert das Kulturdenkmal eindeutig.
- Bild: zeigt ein Bild des Kulturdenkmals und gegebenenfalls einen Link zu weiteren Fotos des Kulturdenkmals im Medienarchiv Wikimedia Commons.

## Denkmalgeschützte Objekte der GemeindeBystrzyca Kłodzkanach Ortsteilen
Die denkmalgeschützten Objekte in der Gemeinde Bystrzyca Kłodzka werden entsprechend der polnischen Denkmalliste nach Ortsteilen aufgelistet.

### Bystrzyca Kłodzka(Habelschwerdt)
| Lage                                                              | Objekt                                  | Beschreibung                                                         | NID-Nr.    | Bild           |
| ----------------------------------------------------------------- | --------------------------------------- | -------------------------------------------------------------------- | ---------- | -------------- |
| Bystrzyca Kłodzka (Standort)                                      | Stadt Bystrzyca Kłodzka (Habelschwerdt) | Stadtbild Bystrzyca Kłodzka                                          | A/2563/355 | weitere Bilder |
| Bystrzyca Kłodzka, ul. Skłodowskiej-Curie (Standort)              | Erzengel-Michael-Kirche                 | römisch-katholische Pfarrkirche St. Michael, 15. Jahrhundert (1914)  | A/1673/137 | weitere Bilder |
| Bystrzyca Kłodzka, pl. Szpitalny (Standort)                       | Johannes-Nepomuk-Kirche                 | Spitalkirche des Hl. Johannes von Nepomuk (1833)                     | A/1674/436 | weitere Bilder |
| Bystrzyca Kłodzka, Mały Rynek 1a (Standort)                       | ehemalige evangelische Kirche           | jetzt Zündholzmuseum (1834–1835)                                     | A/561/2016 | weitere Bilder |
| Bystrzyca Kłodzka, Mały Rynek 1/1a (Standort)                     | ehemalige evangelische Schule           | jetzt Zündholzmuseum (1834–1835)                                     | A/1101     | weitere Bilder |
| Bystrzyca Kłodzka, Góra Parkowa (Standort)                        | Florianskapelle                         | Kapelle des Hl. Florian im Stadtpark (18. Jahrhundert)               | A/540/1968 | weitere Bilder |
| Bystrzyca Kłodzka (Standort)                                      | Stadtbefestigung Habelschwerdt          | Stadtbefestigung – Sachgesamtheit                                    |            | weitere Bilder |
| Bystrzyca Kłodzka (Standort)                                      | Stadtmauer                              | Stadtmauer                                                           | A/2564/638 | weitere Bilder |
| Bystrzyca Kłodzka, ul. Podmiejska (Standort)                      | Wassertor                               | Wassertor (14. Jahrhundert),                                         | A/2565/647 | weitere Bilder |
| Bystrzyca Kłodzka, ul. Okrzei (Standort)                          | Glatzer Bastion                         | Glatzer Bastion (1319, 1568, 1843),                                  | A/1177     | weitere Bilder |
| Bystrzyca Kłodzka, ul. Rycerska (Standort)                        | Ritterbastion                           | Ritterbastion (1580, 1609, 1843),                                    | A/1177     | weitere Bilder |
| Bystrzyca Kłodzka, pl. Wolności (Standort)                        | Habelschwerdter Rathaus                 | Rathaus von Bystrzyca Kłodzka (15./16. Jahrhundert, 1853–1854, 1863) | A/1064     | weitere Bilder |
| Bystrzyca Kłodzka, ul. Kościelna 5 (Standort)                     | Haus                                    | Haus (16. und 20. Jahrhundert)                                       | 303/1319   | weitere Bilder |
| Bystrzyca Kłodzka, ul. Kościelna 11 (Standort)                    | Haus                                    | Haus (16. und 19./20. Jahrhundert)                                   | 562/2017   | weitere Bilder |
| Bystrzyca Kłodzka, ul. Międzyleśna 21 (29) (Standort)             | Haus                                    | Haus (18. und 20. Jahrhundert)                                       | 304/1320   | weitere Bilder |
| Bystrzyca Kłodzka, ul. Okrzei 1-3 (Standort)                      | Haus                                    | Haus (18. und 19. Jahrhundert)                                       | 644/WŁ     | weitere Bilder |
| Bystrzyca Kłodzka, pl. Wolności 3 (Rynek 3) (Standort)            | Bürgerhaus                              | Bürgerhaus                                                           | 305/1321   | weitere Bilder |
| Bystrzyca Kłodzka, pl. Wolności 4 (Rynek 4) (Standort)            | Bürgerhaus                              | Bürgerhaus (17. Jahrhundert)                                         | 249/1964   | weitere Bilder |
| Bystrzyca Kłodzka, pl. Wolności 6 (Rynek 6) (Standort)            | Bürgerhaus                              | Bürgerhaus                                                           | 306/1322   | weitere Bilder |
| Bystrzyca Kłodzka, pl. Wolności 7 (Rynek 7) (Standort)            | Bürgerhaus                              | Bürgerhaus                                                           | 306/1322   | weitere Bilder |
| Bystrzyca Kłodzka, pl. Wolności 8 (Rynek 8) (Standort)            | Bürgerhaus                              | Bürgerhaus                                                           | 306/1322   | weitere Bilder |
| Bystrzyca Kłodzka, pl. Wolności 9 (Rynek) (Standort)              | Bürgerhaus                              | Bürgerhaus                                                           | 1110/WŁ    | weitere Bilder |
| Bystrzyca Kłodzka, pl. Wolności 10 (Rynek 10) (Standort)          | Bürgerhaus                              | Bürgerhaus (17. und 20. Jahrhundert)                                 | 563/2018   | weitere Bilder |
| Bystrzyca Kłodzka, pl. Wolności 11 (Rynek 11) (Standort)          | Bürgerhaus                              | Bürgerhaus (17. und 20. Jahrhundert)                                 | 564/2019   | weitere Bilder |
| Bystrzyca Kłodzka, pl. Wolności 12 (Rynek 12) (Standort)          | Bürgerhaus                              | Bürgerhaus                                                           | 1109/WŁ    | weitere Bilder |
| Bystrzyca Kłodzka, pl. Wolności 13 (Rynek 13) (Standort)          | Bürgerhaus                              | Bürgerhaus                                                           | 1098/WŁ    | weitere Bilder |
| Bystrzyca Kłodzka, pl. Wolności 14 (Rynek 14) (Standort)          | Bürgerhaus                              | Bürgerhaus                                                           | 1097/WŁ    | weitere Bilder |
| Bystrzyca Kłodzka, pl. Wolności 15 (Rynek 15) (Standort)          | Bürgerhaus                              | Bürgerhaus (17. und 20. Jahrhundert)                                 | 565/2020   | weitere Bilder |
| Bystrzyca Kłodzka, pl. Wolności 17 (Rynek 17) (Standort)          | Bürgerhaus                              | Bürgerhaus (17. und 19. Jahrhundert)                                 | 539/1967   | weitere Bilder |
| Bystrzyca Kłodzka, pl. Wolności 18 (Rynek 18) (Standort)          | Bürgerhaus                              | Bürgerhaus (17. und 19. Jahrhundert)                                 | 566/2021   | weitere Bilder |
| Bystrzyca Kłodzka, pl. Wolności 19 (Rynek 19) (Standort)          | Bürgerhaus                              | Bürgerhaus                                                           | 1096/WŁ    | weitere Bilder |
| Bystrzyca Kłodzka, pl. Wolności 20 (Rynek 20) (Standort)          | Bürgerhaus                              | Bürgerhaus                                                           | 1095/WŁ    | weitere Bilder |
| Bystrzyca Kłodzka, pl. Wolności 21 (Rynek 21) (Standort)          | Bürgerhaus                              | Bürgerhaus (17. und 20. Jahrhundert)                                 | 567/2022   | weitere Bilder |
| Bystrzyca Kłodzka, pl. Wolności 22 (Rynek 22) (Standort)          | Bürgerhaus                              | Bürgerhaus (17. und 19. Jahrhundert)                                 | 542/1970   | weitere Bilder |
| Bystrzyca Kłodzka, pl. Wolności 23 (Rynek 23) (Standort)          | Bürgerhaus                              | Bürgerhaus                                                           | 1094/WŁ    | weitere Bilder |
| Bystrzyca Kłodzka, pl. Wolności 24 (Rynek 24) (Standort)          | Bürgerhaus                              | Bürgerhaus                                                           | 1093/WŁ    | weitere Bilder |
| Bystrzyca Kłodzka, pl. Wolności 25 (Rynek 25) (Standort)          | Bürgerhaus                              | Bürgerhaus                                                           | 1092/WŁ    | weitere Bilder |
| Bystrzyca Kłodzka, pl. Wolności 27 (Rynek 27) (Standort)          | Bürgerhaus                              | Bürgerhaus                                                           | 1091/WŁ    | weitere Bilder |
| Bystrzyca Kłodzka, ul. Sempołowskiej 13 (Standort)                | Lehrerseminar                           | ehemaliges Lehrerseminar, jetzt Schulgebäude (1877–1880)             | A/1013     | weitere Bilder |
| Bystrzyca Kłodzka, ul. Siemiradzkiego 2 (Standort)                | Haus                                    | Haus                                                                 | 307/1323   | weitere Bilder |
| Bystrzyca Kłodzka, ul. Podmiejska 1 (Siemiradzkiego 3) (Standort) | Wehrturm                                | Reste eines Wehrturm (14., 16. und 18. Jahrhundert)                  | A/248/1063 | weitere Bilder |
| Bystrzyca Kłodzka, ul. Sienna 4 (Standort)                        | Haus                                    | Haus (18. und 20. Jahrhundert)                                       | 568/2023   | weitere Bilder |

### Długopole-Zdrój(Bad Langenau)
| Lage                                                 | Objekt                        | Beschreibung                                                                      | NID-Nr.    | Bild           |
| ---------------------------------------------------- | ----------------------------- | --------------------------------------------------------------------------------- | ---------- | -------------- |
| Długopole Dolne (Niederlangenau) (Standort)          | Filialkirche St. Georg        | römisch-katholische Filialkirche St. Georg (1793–1794, 2. Hälfte 19. Jahrhundert) | 208/700/WŁ | weitere Bilder |
| Długopole-Zdrój (Standort)                           | ehemalige evangelische Kirche | 19./20. Jahrhundert                                                               | 209/929/WŁ | weitere Bilder |
| Długopole-Zdrój (Standort)                           | Kurpark                       | Kurpark (Anfang 19. Jahrhundert)                                                  | 210/672/WŁ | weitere Bilder |
| Długopole-Zdrój, ul. Zdrojowa 8 (Wolna 2) (Standort) | Wandelhalle                   | Wandelhalle, jetzt Kurhaus (Anfang 20. Jahrhundert, 1930, 1952, 2000)             | 282/A/04   | weitere Bilder |
| Długopole-Zdrój, ul. Zdrojowa 16 (Standort)          | Badehaus                      | Badehaus, jetzt Institut für Naturheilkunde „Karol“ (1839, 1870–1871)             | 98/A/02    | weitere Bilder |

### Gorzanów(Grafenort)
| Lage                                    | Objekt                         | Beschreibung                                                                                                  | NID-Nr.     | Bild           |
| --------------------------------------- | ------------------------------ | --- | ----------- | -------------- |
| Gorzanów (Standort)                     | Kirche der Hl. Maria Magdalena | römisch-katholische Pfarrkirche der Hl. Maria Magdalena – Sachgesamtheit                                      |             | weitere Bilder |
| Gorzanów (Standort)                     | Kirche der Hl. Maria Magdalena | römisch-katholische Pfarrkirche der Hl. Maria Magdalena (1658, 18. Jahrhundert),                              | 211/1327    | weitere Bilder |
| Gorzanów (Standort)                     | Franz-Xaver-Kapelle            | Franz-Xaver-Kapelle, jetzt Jesuskapelle (Mitte 17. Jahrhundert)                                               | 212/784/WŁ  | weitere Bilder |
| Gorzanów (Standort)                     | Memento-mori-Kapelle           | Friedhofskapelle Memento mori (Mitte 17. Jahrhundert),                                                        |             | weitere Bilder |
| Gorzanów (Standort)                     | Barbarakapelle                 | Kapelle der Hl. Barbara (Mitte 17. Jahrhundert),                                                              |             | weitere Bilder |
| Gorzanów (Standort)                     | Umfriedung mit 2 Toren         | Umfriedung mit 2 Toren (Mitte 17. Jahrhundert),                                                               |             | weitere Bilder |
| Gorzanów (Standort)                     | Antoniuskapelle                | Wallfahrtskapelle St. Antonius von Padua am Eichberg (Dębowa Góra) (1. Hälfte 18. Jahrhundert)                | 213/1985    | weitere Bilder |
| Gorzanów, ul. Podzamcze (Standort)      | Schloss Grafenort              | Schloss in Gorzanów – Sachgesamtheit                                                                          |             | weitere Bilder |
| Gorzanów, ul. Podzamcze 8 (Standort)    | Schloss Grafenort              | Schloss Grafenort (mit 3 Innenhöfen) (um 1570, 1. Hälfte 17. Jahrhundert, 1653–1657, Anfang 19. Jahrhundert), | A/5216/209  | weitere Bilder |
| Gorzanów, ul. Podzamcze (Standort)      | Nebengebäude                   | Nebengebäude,                                                                                                 | A/4180/435  | weitere Bilder |
| Gorzanów (Standort)                     | Park                           | Park, | A/4175/174  | weitere Bilder |
| Gorzanów, ul. Podzamcze 7, 8 (Standort) | Wohngebäude                    | Wohngebäude (1569, 3. Viertel 17. Jahrhundert),                                                               | A/4176/1027 | BW             |
| Gorzanów, ul. Podzamcze (Standort)      | Wohn- und Wirtschaftsgebäude   | Wohn- und Wirtschaftsgebäude (16./17. Jahrhundert, Anfang 19. Jahrhundert)                                    | A/4177/1029 | weitere Bilder |
| Gorzanów, ul. Podzamcze 12 (Standort)   | Brauerei                       | ehemalige Brauerei (3. Viertel 17. Jahrhundert, 19./20. Jahrhundert),                                         | A/215/1032  | weitere Bilder |
| Gorzanów, ul. Podzamcze 8 (Standort)    | Pavillon mit Grotte            | Pavillon mit künstlicher Grotte im Park (3. Viertel 17. Jahrhundert),                                         | A/5837      | weitere Bilder |
| Gorzanów, ul. Bystrzycka 1 (Standort)   | ehemalige Brennerei            | jetzt Wohnhaus (Mitte 18. Jahrhundert, 19. Jahrhundert)                                                       | 218/1034/WŁ | weitere Bilder |
| Gorzanów, ul. Bystrzycka 8 (Standort)   | Herrenhaus Moschenhof          | Herrenhaus „Muszyn“ (Moschenhof) (1571, 1821)                                                                 | 216/1039/WŁ | weitere Bilder |
| Gorzanów, ul. Kłodzka 1 (Standort)      | Haus                           | Haus (Anfang 19. Jahrhundert)                                                                                 | A/4181/1328 | weitere Bilder |
| Gorzanów, ul. Polna (Standort)          | Herrenhaus Ratschenhof         | Herrenhaus „Raczyn“ (Ratschenhof)                                                                             | 217/1072    | weitere Bilder |

### Idzików(Kieslingswalde)
| Lage                  | Objekt                        | Beschreibung                                                                                                  | NID-Nr.     | Bild           |
| --------------------- | ----------------------------- | --- | ----------- | -------------- |
| Idzików (Standort)    | Pfarrkirche Mariä Himmelfahrt | römisch-katholische Pfarrkirche Mariä Himmelfahrt (um 1480, 2. Viertel 16. Jahrhundert, Ende 18. Jahrhundert) | 219/873     | weitere Bilder |
| Idzików (Standort)    | Schloss-Ruine                 | Schloss-Ruine (Oberhof) (15. Jahrhundert)                                                                     | A/4149/2077 | weitere Bilder |
| Idzików 66 (Standort) | Herrenhof                     | Herrenhof in Kieslingswalde (Mittelhof) (15./16. Jahrhundert, 18./19. Jahrhundert)                            | 220/764     | weitere Bilder |

### Kamienna(Steingrund)
| Lage                | Objekt            | Beschreibung             | NID-Nr.  | Bild           |
| ------------------- | ----------------- | ------------------------ | -------- | -------------- |
| Kamienna (Standort) | Herz-Jesu-Kapelle | Herz-Jesu-Kapelle (1822) | 221/1329 | weitere Bilder |

### Lasówka(Kaiserswalde)
| Lage               | Objekt                    | Beschreibung                          | NID-Nr. | Bild           |
| ------------------ | ------------------------- | ------------------------------------- | ------- | -------------- |
| Lasówka (Standort) | Filialkirche St. Antonius | Filialkirche St. Antonius (1910–1912) | A/5812  | weitere Bilder |

### Międzygórze(Wölfelsgrund)
| Lage                                            | Objekt                              | Beschreibung                                                                                | NID-Nr.        | Bild           |
| ----------------------------------------------- | ----------------------------------- | ------------------------------------------------------------------------------------------- | -------------- | -------------- |
| Międzygórze (Standort)                          | historisches Stadtbild Wölfelsgrund | historisches Stadtbild von Międzygórze (16. Jahrhundert, 19./20. Jahrhundert)               | A/2570/680/WŁ  | weitere Bilder |
| Międzygórze (Standort)                          | evangelische Kirche                 | jetzt römisch-katholische Pfarrkirche St. Josef 1740–1742                                   | 222/698/WŁ     | weitere Bilder |
| Międzygórze, ul. Wojska Polskiego (Standort)    | ehemalige evangelische Kirche       | jetzt römisch-katholische Pfarrkirche Heiligkreuz (1910–1911)                               | A/1199         | weitere Bilder |
| Międzygórze, Góra Igliczna (Standort)           | Wallfahrtskirche Maria Schnee       | Wallfahrtskirche Maria Schnee am Spitzigen Berges (Góra Igliczna) (18. und 19. Jahrhundert) | 223/1976       | weitere Bilder |
| Międzygórze ()                                  | Bergkapelle                         | Bergkapelle, jetzt Ruine (1. Hälfte 19. Jahrhundert)                                        | 224/1019/WŁ    |                |
| Międzygórze, ul. Sanatoryjna 5 (Standort)       | Sanatorium „Gigant“                 | Sanatorium „Gigant“ (um 1880, 1926)                                                         | A/4430/649/WŁ  | weitere Bilder |
| Międzygórze, ul. Sanatoryjna 13 (Standort)      | Pension „Alpenhof“                  | Pension „Mimoza III“, jetzt Pension „Alpejski Dwór“ (1. Viertel 20. Jahrhundert)            | A/4429/1408/WŁ | BW             |
| Międzygórze, ul. Wojska Polskiego 21 (Standort) | Pension „Krokus“                    | Pension „Krokus“ (Anfang 20. Jahrhundert)                                                   | 225/1280/WŁ    | weitere Bilder |

### Mostowice(Langenbrück)
| Lage                 | Objekt                    | Beschreibung                                         | NID-Nr.     | Bild           |
| -------------------- | ------------------------- | ---------------------------------------------------- | ----------- | -------------- |
| Mostowice (Standort) | Filialkirche Maria Geburt | römisch-katholische Filialkirche Maria Geburt (1780) | 226/1017/WŁ | weitere Bilder |

### Nowa Bystrzyca(Neuweistritz)
| Lage                      | Objekt                         | Beschreibung                                                                | NID-Nr.  | Bild           |
| ------------------------- | ------------------------------ | --------------------------------------------------------------------------- | -------- | -------------- |
| Nowa Bystrzyca (Standort) | Filialkirche Mariä Himmelfahrt | römisch-katholische Filialkirche Mariä Himmelfahrt (1726, 1761, 1800, 1923) | 227/1988 | weitere Bilder |
| Nowa Bystrzyca (Standort) | Grabkapelle                    | Grabkapelle (an der Kirche) (1772, 1861, 1875, 1923)                        | 228/868  | weitere Bilder |

### Nowa Łomnica(Neulomnitz)
| Lage                            | Objekt   | Beschreibung | NID-Nr.        | Bild           |
| ------------------------------- | -------- | --- | -------------- | -------------- |
| Nowa Łomnica, Nr. 22 (Standort) | Holzhaus | Holzhaus (Chałupa) Nr. 22 (Mitte 19. Jahrhundert)                                                                                                | A/4432/1084/WŁ | BW             |
| Nowa Łomnica, Nr. 29 (Standort) | Holzhaus | Holzhaus (Chałupa) Nr. 29 (Mitte 19. Jahrhundert), jetzt im Skansen für Volkskunde der Sudeten in Kudowa-Zdrój- Pstrążna (Bad Kudowa-Straußeney) | A/4272/1083/WŁ | weitere Bilder |

### Nowy Waliszów(Neuwaltersdorf)
| Lage                     | Objekt                       | Beschreibung                                                                              | NID-Nr.     | Bild           |
| ------------------------ | ---------------------------- | ----------------------------------------------------------------------------------------- | ----------- | -------------- |
| Nowy Waliszów (Standort) | Nikolauskirche               | römisch-katholische Pfarrkirche St. Nikolaus (16./17. Jahrhundert) – Sachgesamtheit       |             | weitere Bilder |
| (Standort)               | Nikolauskirche               | römisch-katholische Pfarrkirche St. Nikolaus (16./17. Jahrhundert)                        | 205/883     | weitere Bilder |
| Nowy Waliszów (Standort) | Torhaus                      | Torhaus (18. Jahrhundert),                                                                | 1022/WŁ     | weitere Bilder |
| Nowy Waliszów (Standort) | Herrenhaus in Neuwaltersdorf | Herrenhaus in Nowy Waliszów (17./18. Jahrhundert, Anfang 19. Jahrhundert), Sachgesamtheit |             | weitere Bilder |
| Nowy Waliszów (Standort) | Herrenhaus in Neuwaltersdorf | Herrenhaus in Nowy Waliszów (2. Hälfte 16. Jahrhundert, Anfang 19. Jahrhundert),          | 463/1338    | weitere Bilder |
| Nowy Waliszów (Standort) | Pavillon I                   | Pavillon I im Park (Ruine) (18. Jahrhundert),                                             | A/4431/2033 | weitere Bilder |
| Nowy Waliszów (Standort) | Pavillon II                  | Pavillon II im Park (Ruine) (18. Jahrhundert),                                            | A/4431/2033 | weitere Bilder |
| Nowy Waliszów (Standort) | Park                         | Park (18./19. Jahrhundert),                                                               | 462/2088    | weitere Bilder |

### Pławnica(Plomnitz)
| Lage                | Objekt       | Beschreibung                                   | NID-Nr.  | Bild |
| ------------------- | ------------ | ---------------------------------------------- | -------- | ---- |
| Pławnica (Standort) | Nebengebäude | Nebengebäude, jetzt Wohnhaus (18. Jahrhundert) | 461/1977 | BW   |

### Ponikwa(Verlorenwasser)
| Lage               | Objekt                | Beschreibung                                                    | NID-Nr.    | Bild |
| ------------------ | --------------------- | --------------------------------------------------------------- | ---------- | ---- |
| Ponikwa (Standort) | Pfarrkirche St. Josef | römisch-katholische Pfarrkirche St. Josef (18./19. Jahrhundert) | 460/952/WŁ | BW   |

### Poręba(Lichtenwalde)
| Lage              | Objekt                    | Beschreibung                                                     | NID-Nr. | Bild           |
| ----------------- | ------------------------- | ---------------------------------------------------------------- | ------- | -------------- |
| Poręba (Standort) | Pfarrkirche St. Sebastian | römisch-katholische Pfarrkirche St. Sebastian (18. Jahrhundert), | 459/880 | weitere Bilder |

### Rudawa(Stuhlseiffen)
| Lage              | Objekt          | Beschreibung                             | NID-Nr.     | Bild           |
| ----------------- | --------------- | ---------------------------------------- | ----------- | -------------- |
| Rudawa (Standort) | Friedhofskirche | Friedhofskirche – Sachgesamtheit         |             | weitere Bilder |
| Rudawa (Standort) | Friedhofskirche | Friedhofskirche (1769),                  | 81/A/02/1-2 | weitere Bilder |
| Rudawa (Standort) | Friedhof        | Friedhof (17., 18. und 19. Jahrhundert), | ohne        | weitere Bilder |

### Stara Łomnica(Altlomnitz)
| Lage                             | Objekt            | Beschreibung                                                                          | NID-Nr.  | Bild           |
| -------------------------------- | ----------------- | ------------------------------------------------------------------------------------- | -------- | -------------- |
| Stara Łomnica (Standort)         | Margarethenkirche | römisch-katholische Pfarrkirche St. Margarethe (Mitte 14. Jahrhundert, 1685, 1794)    | 458/874  | weitere Bilder |
| Stara Łomnica 65 (Standort)      | Pfarrhaus         | Pfarrhaus (2. Hälfte 18. Jahrhundert)                                                 | 457/2041 | weitere Bilder |
| Stara Łomnica (Standort)         | Rochuskapelle     | Wegkapelle (18. Jahrhundert)                                                          | 456/2040 | weitere Bilder |
| Stara Łomnica 23 (Standort)      | Herrenhaus        | Herrenhaus                                                                            | 455/753  | weitere Bilder |
| Stara Łomnica 72 (Standort)      | Herrenhaus        | Herrenhaus – Sachgesamtheit                                                           |          | weitere Bilder |
| Stara Łomnica 72 (Standort)      | Herrenhaus        | Herrenhaus „Środkowy“ (Mittelhof) (2. Hälfte 16. Jahrhundert, 1617, 19. Jahrhundert), | 534/A/05 | weitere Bilder |
| Stara Łomnica (Standort)         | Wohnturm          | jetzt Nebengebäude (14. Jahrhundert),                                                 | 454/748  | weitere Bilder |
| Stara Łomnica, Nr. 9 (Standort)  | Haus              | Haus (Chałupa) Nr. 9 (Mitte 19. Jahrhundert) (nicht mehr vorhanden)                   | 1085/WŁ  | weitere Bilder |
| Stara Łomnica, Nr. 89 (Standort) | Herrenhaus-Ruine  | Herrenhaus (Ruine) Nr. 89/29                                                          | 453/752  | weitere Bilder |

### Stary Waliszów(Altwaltersdorf)
| Lage                               | Objekt           | Beschreibung                                                                         | NID-Nr.     | Bild           |
| ---------------------------------- | ---------------- | ------------------------------------------------------------------------------------ | ----------- | -------------- |
| Stary Waliszów (Standort)          | Laurentiuskirche | römisch-katholische Pfarrkirche St. Laurentius (16./19. Jahrhundert), Sachgesamtheit |             | weitere Bilder |
| Stary Waliszów (Standort)          | Laurentiuskirche | römisch-katholische Pfarrkirche St. Laurentius (1898)                                | 452/1020/WŁ | weitere Bilder |
| Stary Waliszów (Standort)          | Glockenturm      | Glockenturm (1524)                                                                   | 451/2043    | weitere Bilder |
| Stary Waliszów (Standort)          | Pfarrhaus        | Pfarrhaus                                                                            | 450/1340    | BW             |
| Stary Waliszów (Standort)          | Park             | Ende des 19. Jahrhunderts                                                            | 449/676/WŁ  | BW             |
| Stary Waliszów, Nr. 67 (Standort)  | Holzhaus         | Holzhaus Nr. 67 (Anfang 19. Jahrhundert)                                             | 448/739/WŁ  | weitere Bilder |
| Stary Waliszów, Nr. 112 (Standort) | Holzhaus         | Holzhaus Nr. 112 (Anfang 19. Jahrhundert)                                            | 447/740/WŁ  | weitere Bilder |
| Stary Waliszów (Standort)          | Wegkapelle       | 18. Jahrhundert                                                                      | 464/1969    | weitere Bilder |

### Wilkanów(Wölfelsdorf)
| Lage                         | Objekt                 | Beschreibung                                                                                  | NID-Nr.     | Bild           |
| ---------------------------- | ---------------------- | --------------------------------------------------------------------------------------------- | ----------- | -------------- |
| Wilkanów (Standort)          | Pfarrkirche St. Georg  | römisch-katholische Pfarrkirche St. Georg (18. Jahrhundert)                                   | 446/884     | weitere Bilder |
| Wilkanów (Standort)          | Pfarrhaus              | Pfarrhaus (1773)                                                                              | 444/1342    | BW             |
| Wilkanów (Standort)          | Grabkapelle            | Grabkapelle der Familien Reinsch und Spittel auf dem Friedhof an der Kirche (19. Jahrhundert) | 445/2046    | BW             |
| Wilkanów (Standort)          | Herrenhaus Wölfelsdorf | Herrenhaus Wilkanów (17./18. Jahrhundert) – Sachgesamtheit                                    |             | weitere Bilder |
| Wilkanów (Standort)          | Herrenhaus Wölfelsdorf | Herrenhaus Wilkanów (17./18. Jahrhundert),                                                    | 443/766     | weitere Bilder |
| Wilkanów (Standort)          | Park                   | 17./18. Jahrhundert,                                                                          | 440/175     | BW             |
| Wilkanów, Nr. 127 (Standort) | Gärtnerhaus            | ehemaliges Gärtnerhaus Nr. 127 (1. Viertel 18. Jahrhundert)                                   | 442/1396/WŁ | weitere Bilder |
| Wilkanów, Nr. 130 (Standort) | Orangerie              | ehemalige Orangerie, jetzt Wohnhaus Nr. 130 (1. Viertel 18. Jahrhundert)                      | 441/1395/WŁ | weitere Bilder |
| Wilkanów (Standort)          | ehemaliges Spital      | jetzt Wohnhaus Nr. 138 (Mitte 19. Jahrhundert)                                                | 439/959/WŁ  | weitere Bilder |
| Wilkanów, Nr. 164 (Standort) | Haus                   | Haus Nr. 164 (1. Hälfte 19. Jahrhundert), nicht mehr vorhanden                                | 1023/WŁ     | BW             |

### Wójtowice(Voigtsdorf)
| Lage                 | Objekt                          | Beschreibung                                               | NID-Nr.     | Bild           |
| -------------------- | ------------------------------- | ---------------------------------------------------------- | ----------- | -------------- |
| Wójtowice (Standort) | Pfarrkirche St. Maria Magdalena | römisch-katholische Pfarrkirche St. Maria Magdalena (1870) | 438/1018/WŁ | weitere Bilder |

### Wyszki(Hohndorf)
| Lage              | Objekt         | Beschreibung                                                               | NID-Nr.  | Bild           |
| ----------------- | -------------- | -------------------------------------------------------------------------- | -------- | -------------- |
| Wyszki (Standort) | Johanniskirche | römisch-katholische Filialkirche St. Johannes der Täufer (18. Jahrhundert) | 437/1982 | weitere Bilder |

### Zalesie(Spätenwalde)
| Lage               | Objekt      | Beschreibung                                                    | NID-Nr.  | Bild           |
| ------------------ | ----------- | --------------------------------------------------------------- | -------- | -------------- |
| Zalesie (Standort) | Annenkirche | römisch-katholische Filialkirche St. Anna (18./19. Jahrhundert) | 436/1983 | weitere Bilder |